# Edwin Richard Lielienthal
Edwin Richard Lielienthal (* 8. Dezember 1909 in Bremerhaven-Lehe; † 20. Mai 1994 in Nordenham) war ein deutscher Politiker (SPD) und Mitglied des Niedersächsischen Landtages.

## Biografie
Lielienthal besuchte die Volksschule und war dann als Kaufmann tätig. Er arbeitete sich selbstständig in neue Themenfelder ein, besuchte die Volkshochschule und beschäftigte sich mit Volks- und Betriebswirtschaft. Der SPD trat er 1927 bei. Von 1941 bis 1945 war er Soldat im Zweiten Weltkrieg. 
Seit 1945 wirkte er ohne Unterbrechung als Kreistagsmitglied und Stadtverordneter, seit 1956 auch als Bürgermeister in Nordenham.
 
Vom 20. Mai 1963 bis 20. Juni 1974 war er Mitglied des Niedersächsischen Landtages (5. bis 7. Wahlperiode).
Er war verheiratet und hatte zwei Kinder.

### Öffentliche Ämter
Lielienthal war in Sport und Kultur ehrenamtlich tätig. Zudem war er Aufsichtsratsmitglied der Gemeinnützigen Wohnungsbaugesellschaft Wesermarsch mbH in Brake, Verwaltungsratsmitglied der Oldenburgischen Landesbrandkasse und Vorsitzender des Aufsichtsrates der Gemeinnützigen Nordenhamer Siedlungsgesellschaft mbH in Nordenham.